# Czesław Byszewski

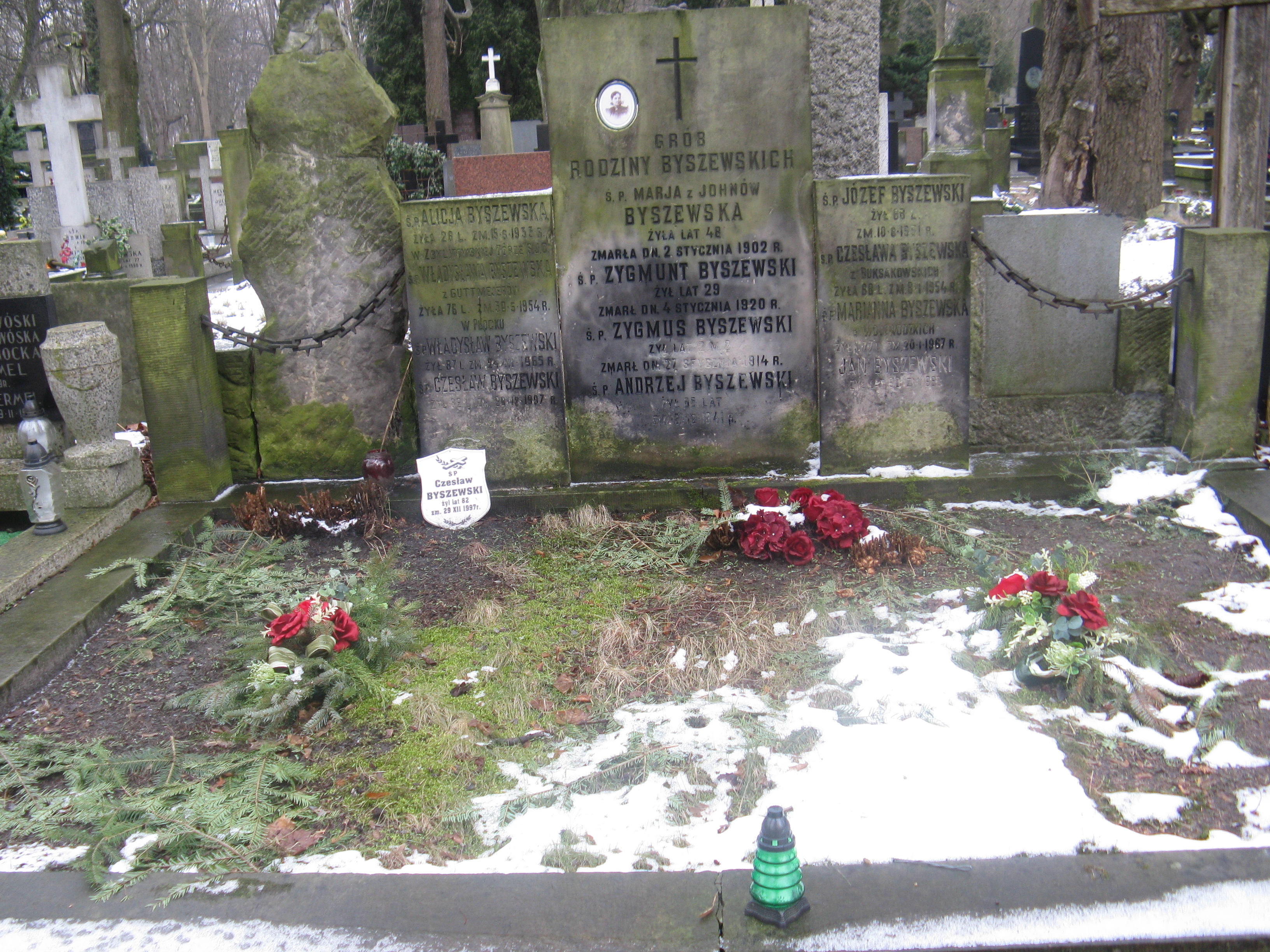
Grób Czesława Byszewskiego na cmentarzu Powązkowskim

Czesław Byszewski (ur. 27 lutego 1915 w Warszawie, zm. 29 grudnia 1997 tamże) – aktor, lektor Polskiego Radia, aktor dubbingu. Przed wojną ukończył SGH, w latach 1945-1947 był słuchaczem Miejskiej Szkoły Dramatycznej Janusza Strachockiego. Od 1948 był lektorem w audycji radiowej „Muzyka i Aktualności”. Wystąpił w 3000 programach tej audycji. Jego współpraca ze Studiem Opracowań Dialogowych w Łodzi rozpoczęła się w 1953. Aktor użyczył swego głosu m.in. Henry’emu Fondzie w „12 gniewnych ludziach”. Aktor teatrów warszawskich: w latach 1948-1950 występował w Teatrze Dzieci Warszawy, w latach 1950-1968 w Teatrze Powszechnym. W latach 1969–1980 był aktorem Teatru Narodowego. Zmarł 29 grudnia 1997 i został pochowany na Starych Powązkach (kwatera 210-6-10).

## Filmografia
- 1980: Zamach stanu jako adwokat W. Szumański
- 1980: Powstanie Listopadowe 1830-1831 jako Adam Jerzy Czartoryski
- 1979: Sekret Enigmy jako generał Vuillemin, dowódca francuskiego lotnictwa
- 1978: Romans Teresy Hennert jako najor Bielski
- 1977: Śmierć prezydenta jako Julian Nowak
- 1977: Gdzie woda czysta i trawa zielona jako zastępca dyrektora
- 1972: Polski Prometeusz Ignacy Łukasiewicz jako lektor
- 1979: Tajemnica Enigmy jako generał Vuillemin, dowódca francuskiego lotnictwa (gościnnie)
- 1973: Wielka miłość Balzaka
- 1971: Brydż jako docent Jabczyński
- 1969−1970: Gniewko, syn rybaka jako Cedrowicz (odc. 1)
- 1965: Podziemny front jako Ryszard, dowódca batalionu

## Polski dubbing
- 1956: Okup
- 1957: Dwunastu gniewnych ludzi – Ławnik nr 2
- 1976: Ja, Klaudiusz – Pizon

## Odznaczenia
- 1955 – Odznaczenie (Medal 10-lecia)
- 1957 – Odznaczenie (Złoty Krzyż Zasługi)
- 1966 – Odznaczenie (Odznaka 1000-lecia)
- 1973 – Odznaczenie (Brązowy Medal za Zas. Obr. Kraju)
- 1977 – Odznaczenie (Złota Odz. za zasł. dla Warszawy)